# Ostracion meleagris
Ostracion meleagris är en fiskart som beskrevs av Shaw 1796. Ostracion meleagris ingår i släktet Ostracion och familjen koffertfiskar. Inga underarter finns listade i Catalogue of Life.